# Hugo Arwidsson
Hugo Ivar Arwidsson, född 6 augusti 1825 i Finska församlingen, Stockholm, död där 30 januari 1886, var en svensk jurist och politiker. Han var son till Adolf Ivar Arwidsson.
Arwidsson var rådman i Stockholm och ledamot av andra kammaren från 1883 till sin död, invald i Stockholms stads valkrets.
Arwidsson var under en period ansvarig utgivare för lagboken (Sveriges rikes lag).